# 克拉普馬塞尼山
46°51′01″N 9°10′16″E / 46.85033°N 9.17112°E

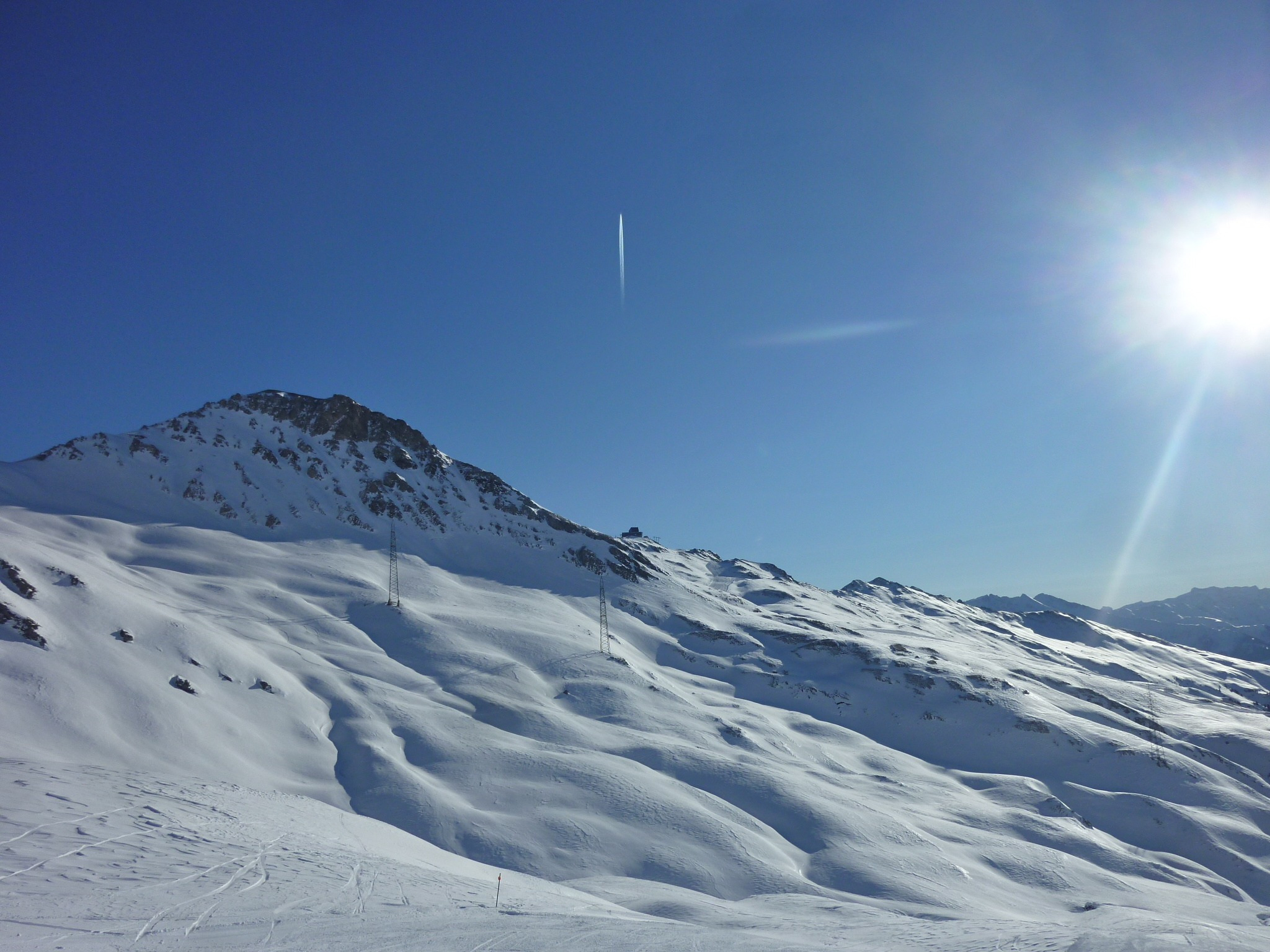

克拉普馬塞尼山（Crap Masegn），是瑞士的山峰，位於該國東南部，由格勞賓登州負責管轄，屬於格拉魯斯山的一部分，海拔高度2,516米，每年平均降雨量1,929毫米。